# أمازيغ جربة
يتمركز أمازيغ جربة في جزيرة جربة على الساحل التونسي. يتميزون بإتقان حرفة صناعة الفخار والنسيج. لغتهم أمازيغية جربة أو اللواتية اثرت كثيرًا على اللهجة العامية التونسية.